# Ketziot-gevangenis
De Ketziot-gevangenis (Hebreeuws: בית סוהר קציעות; Arabisch: كتسيعوتسجن) of kortweg Ketziot (uitspraak: ketsiót), vaak getranslitereerd als Ktzi'ot, ook wel Qtzi'ot, Qetziot, Ketsiot of Katzi'ot), is een Israëlische gevangenis gevestigd in de Negev, in het zuiden van Israël nabij de grens met Egypte. Ketziot stond ook wel bekend als de 'Negev-gevangenis', maar inmiddels staan er in de Negev meerdere gevangenissen. Onder de Palestijnen staat het complex ook bekend als Ansar III. In Ketziot worden hoofdzakelijk Palestijnen gevangen gehouden.

## Naamgeving
"Ketziot" verwijst naar een militaire basis met dezelfde naam, die in 1953 op die plek werd gevestigd onder de dekmantel van een kibboets, ter verdediging tegen mogelijke aanvallen vanuit Egypte. De aanduiding "Ansar III" verwijst naar twee voormalige beruchte Israëlische legergevangenissen, respectievelijk "Ansar" het bezette Zuid-Libanon en "Ansar II" in het bezette Gaza. In 1989 opende de IDF een grote gevangenis in Khan Younis, waartoe het Rode Kruis de toegang werd geweigerd. Palestijnen noemden deze "Ansar IV".,p.9

## Locatie en organisatie
De Ketziot-gevangenis ligt circa 50 km zuidwestelijk van Beersheba en 8 km van de grens met Egypte. Het is met 400.000 m² (40 hectare) qua oppervlakte de grootste gevangenis van Israël. Het bevindt zich in een gesloten militaire zone.
Sinds 20 oktober 2002 bevindt zich op het terrein een vestiging van de militaire rechtbank. Voor advocaten is dat zo'n 5 uur reizen vanaf de bezette Westoever.
Vanaf de opening van Ketziot in 1988 en ook na de heropening in 2002 werd het gevangenenkamp beheerd door de IDF. Op 1 maart 2006 werd de organisatie overgedragen aan de Israel Prison Service (IPS). Dit gebeurde in het kader van een nationaal beleid van de regering van Ariel Sharon, om het beheer van alle militaire gevangenissen over te dragen aan de IPS. In februari 2005 was de Megiddo-gevangenis al overgedragen en later zou de Ofer-gevangenis als derde en laatste aan de beurt komen. Ketziot werd al voornamelijk beheerd door de Militaire Politie en er waren geen plannen om er na de overdracht veel aan te veranderen, omdat de gevangenis werd beschouwd als "goed georganiseerd". De commandant van Ketziot, kolonel Avi Lev-Ari, bleef aan als plaatsvervangend commandant van Ketziot.
G4S, later afgesplitst als G1 Secure Solutions, installeerde in 2007 het hele beveiligingssysteem en verzorgt de bediening ervan.

## Historie

### 1988-1995
De Ketziot-gevangenis werd in maart 1988 geopend tijdens de Eerste Intifada en was het grootste detentiekamp van de IDF. Oorspronkelijk werd het gebouwd voor 3.000 gevangenen, in 1989 werd de capaciteit verhoogd tot 4.500, uitsluitend met tenten voor groepen van 24 personen. Dit werd in 1991 verder uitgebreid tot 7.000. Het kamp was berucht om de harde omstandigheden, waaronder overdag verzengende hitte en 's nachts bittere kou. Er werden 26 gevangenen in een tent gehouden. Mensenrechtenorganisaties spraken van mishandeling van gevangenen.
In 1988 klaagden gevangenen van Ketziot en het Dhahiriya detentiekamp bij het Israëlisch Hooggerechtshof over de leefomstandigheden. In het jaar daarop bezochten rechters beide kampen en bevalen enkele verbeteringen.,p.8
In 1990 zaten in Ketziot meer dan 7.000 van in totaal minstens 9.500 Palestijnse gevangenen uit de Bezette gebieden. Human Rights Watch (HRW) noemde het in 1991 het grootste en slechtste IDF-kamp, schijnbaar in staat om te worden uitgebreid voor onbeperkte aantallen Palestijnen. Er zat toen driekwart van alle gevangenen in legergevangenissen. Eind maart 1991 zaten er meer dan 1.200 personen in administratieve detentie, de overgrote meerderheid van alle administratief gedetineerde Palestijnen. Gevangenen van de Westoever en uit Gaza werden strikt van elkaar gescheiden gehouden. Daarnaast zaten toen ruim 1.500 Palestijnen van de Westoever in de Megiddo-gevangenis, waaronder ruim 1.300 zonder aanklacht en 75 jongeren. Juli 1989 waren er volgens B'Tselem ruim 4.200 gevangenen en zou het complex na uitbreiding speciaal gereserveerd worden voor Palestijnen. Voorheen zaten er ook gedetineerde IDF-soldaten.
Na de Oslo-akkoorden in 1995 werden de meeste gevangenen vrijgelaten en in 1996 werd het gevangenenkamp gesloten. Volgens Addameer een bij het Volksfront voor de Bevrijding van Palestina (PLFP) aangesloten Palestijnse NGO,   waren er tot aan de sluiting meer dan 50.000 Palestijnen opgesloten geweest.

## Vanaf 2002

### Heropening in 2002
In april 2002 voerde het Israëlisch leger tijdens de Tweede Intifada een militaire invasie van steden en dorpen op de Westoever uit, volgens eigen zeggen om jacht te maken op terroristen. Bij razzia's werden ruim 4.250 Palestijnen opgepakt en vastgezet in tijdelijke detentiecentra. Circa 1.200 personen bleven gedetineerd, waarvan er bijna 400 tevoren als 'terreurverdachten' waren aangemerkt en anderen na verhoor verdacht werden. Het Ketziot gevangenenkamp werd heropend en in verschillende groepen werden gevangenen hiernaar overgebracht. De eerste groep bestond uit 310 personen, die gevangen zaten in een gevangenis in noord-Israël. Ze werden geblinddoekt en met handboeien om in bussen aangevoerd. Volgens mediaberichten waren zij tevoren in de Ofer-gevangenis verhoord, waarbij zij waren mishandeld en gemarteld. Naar verluidde, werden vingers en tenen gebroken om informatie te verkrijgen.
Op 26 april was het aantal gevangenen toegenomen tot circa 500. Het kamp was toen onderverdeeld in plekken met drie tenten, elk voor 20 gedetineerden. Per plek was er een latrine met een open riool met ronddrijvende uitwerpselen, waarboven één douche was gemonteerd. Er was veel overlast van insecten. De gedetineerden hadden alleen de kleren waarin zij waren opgepakt en ze kregen geen schone kleding. Een aantal gevangenen die vanuit de Megiddo-gevangenis waren overgebracht hadden nog een stukje zeep, maar anderen uit Ofer Camp hadden niets.
De gevangenen werden in Ketziot uitgehongerd met weinig en slecht voedsel, dat altijd koud was. Ze kregen 's middags een bevroren schnitzel, met een tomaat, een rode peper en wat komkommer, die ze met 10 personen moesten delen. In de thee zat vaak zand. In de tenten en de latrine was geen elektriciteit en de tent was enkel verlicht met een gloeilampje van 25 watt. Er waren geen batterijen voor de radio's en er was geen contact met familie toegestaan.
Mensenrechtenorganisatie Adalah diende op 1 mei bij het Israëlisch Hooggerechtshof een verzoek tot ingrijpen in. Het zei dat de gevangenen waren ondergebracht in zwarte plastic tenten. Ze moesten slapen op houten pallets met onvoldoende dekens, matrassen en kussens. In de petitie stond dat het karige voedsel vaak over de houdbaarheidsdatum was en het drinkwater niet schoon. De douches waren niet meer dan een tuinslang en de toiletten slechts open goten. Ratten en insecten zwermden volgens de petitie rond de tenten. De tentenkampen werden door aarden wallen aan het zicht onttrokken en bij de toegangsweg waren een checkpoint en zwaar bewapende wachttorens.

### Ontwikkelingen in 2002
In november 2002 had de gevangenis vier hoofdafdelingen, die elk waren onderverdeeld in vier units met vier oude tenten, omsloten door 5 meter hoge muren. In iedere tent waren zo'n 20 tot 22 gedetineerden gehuisvest, terwijl ze eigenlijk geschikt waren voor maar 18 personen. De tenten waren ongeschikt voor het harde woestijnklimaat. De gedetineerden moesten slapen op houten planken met een dunne matras, met per unit drie onhygiënische buitentoiletten en één douche voor meer dan 60 gevangenen. Zij kregen nog altijd slecht en onvoldoende voedsel, onvoldoende verzorgingsmiddelen en geen schone kleding. Ze werden volgens een persbericht van Addameer systematisch mishandeld. Ketziot bleef de belangrijkste locatie voor het vasthouden van Palestijnen in administratieve detentie. In november 2002 zaten er volgens cijfers van Addameer inmiddels circa 850 Palestijnse administratief gedetineerden, naast nog 200 andere gevangenen.
In oktober 2002 kregen drie administratief gedetineerden onverwacht en zonder opgave van reden te horen dat zij zouden worden overgeplaatst van Sectie D/4 naar de Nafha-gevangenis in de Negev. Zij weigerden vrijwillig mee te gaan. Om een dreigende vergelding voor de medegevangenen te voorkomen, lieten zij vervolgens weten toch vrijwillig mee te gaan. De gevangenisleiding stuurde desondanks toch een gewapende troepenmacht om hen gewelddadig collectief te straffen. Deze viel alle secties aan met traangas en geluidsgranaten, waarbij de tenten in Sectie D met alles dat er in was in vlammen opgingen. De gedetineerden konden tijdens de aanval ternauwernood aan de vlammen ontsnappen.

## 2007 tot oktober 2023
In oktober 2007 zaten in Ketziot circa 2.300 Palestijnen uit Gaza en de Westoever gevangen. Op 22 oktober was er midden in de nacht plotseling een gewelddadige inval van de legereenheid "Massada", die met gebruik van traangas en rubber- en scherpe munitie de cellen bestormde met als voorwendsel het zoeken naar binnengesmokkelde zaken, met als gevolg een dode en 15 gewonden. De IPS verklaarde dat gevangenen 10 tenten in brand hadden gestoken en bewakers hadden aangevallen. Deze zouden daarna uit zelfverdediging met "niet-dodelijke wapens" de oproer de kop hebben ingedrukt.
De gevangenis had in 2008 drie hoofdafdelingen. Sectie A bestond uit 8 afdelingen voor maximaal 120 gevangenen. Elk van die acht omvatte zes tentenkampen. Sectie B bestond uit caravans of semi-mobiele ruimten, die in 2008 werden geplaatst nadat de gevangenis was afgebrand. Sectie B bevatte vier units met caravans, maar er tegenover waren er ook nog vier "gewone" tentenkampen. Sectie C werd in 2007 gebouwd, aangeduid als "de kamers". Deze sectie was gebouwd voor maximaal 3.500 gevangenen, inclusief administratieve gevangenen.

#### Detentiecentrum voor vluchtelingen
Ketziot kreeg ook een afdeling voor het vastzetten van asielzoekers, in Israël 'infiltranten' genoemd. Er was een grote vluchtelingenstroom van Afrika naar Israël ontstaan. De vluchtelingen werden veelal door Bedoeïenen mensensmokkelaars tegen betaling via de Egyptische grens binnen gebracht. In Israël werden zij vervolgens gearresteerd door grenswachten. Een deel werd in Israël verwelkomd als goedkope arbeidskrachten voor ongeliefde baantjes, bijvoorbeeld in de landbouw of toeristenbranche. In het Ketziotkamp werden zij gescheiden naar nationaliteit en etniciteit.
Op 17 juli 2007 werden 10 Soedanese mannen die in de nacht waren opgepakt in het kamp opgesloten, waar reeds tientallen Soedanese mannelijke vluchtelingen in een aparte vleugel waren vastgezet. Tien Soedanese vrouwen en kinderen werden op het terrein in caravans ondergebracht, de mannen in de snikhete tenten. Bijna 2 weken eerder had minister Avi Dichter besloten dat er naast het kamp een detentiecentrum voor Soedanese vluchtelingen zou komen.

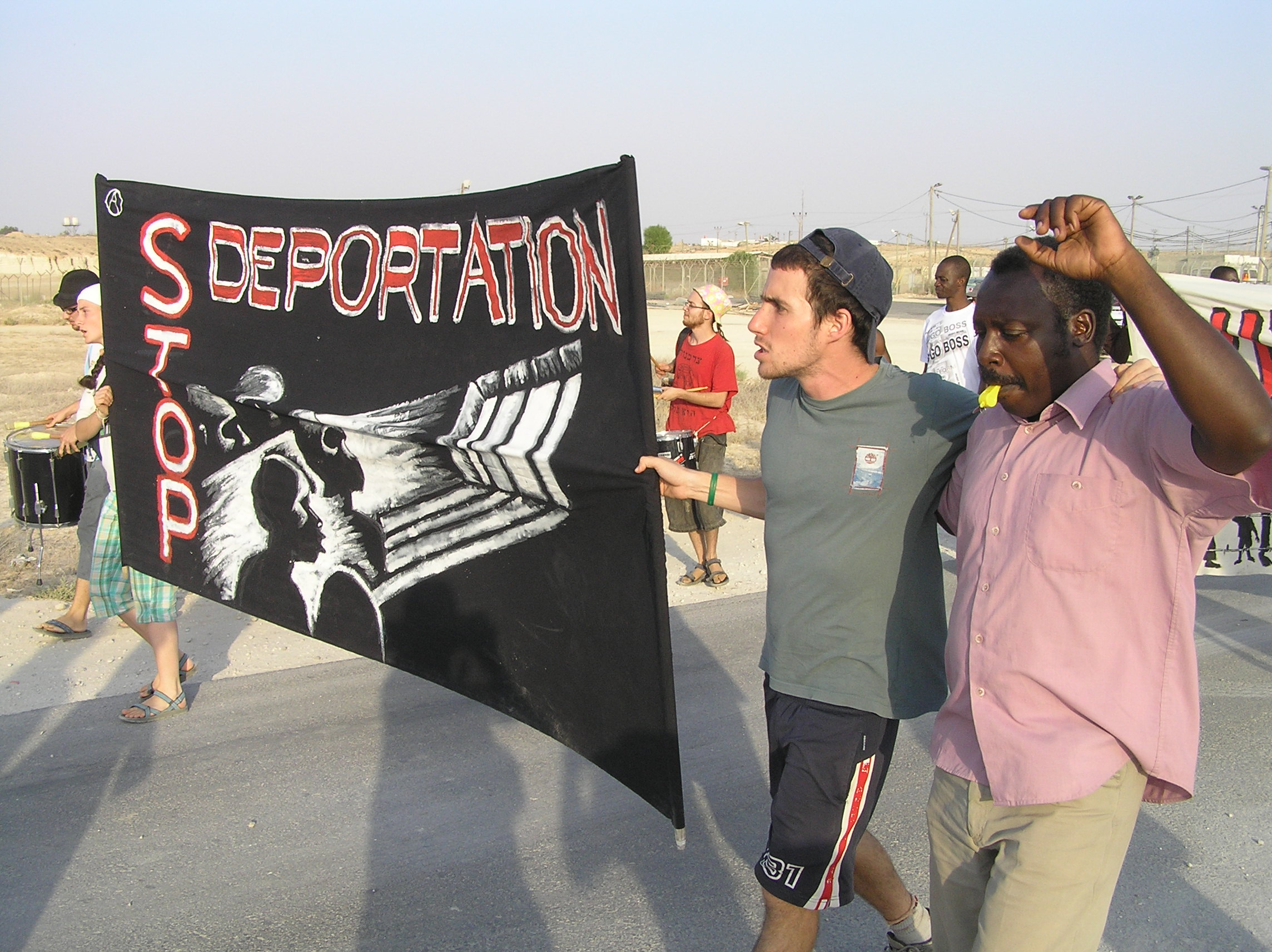
Protest bij de Ketziot-gevangenis in 2007 tegen de deportatie van Afrikaanse vluchtelingen

Naast het kamp zou een detentiecentrum worden gebouwd voor de tijdelijke huisvesting van Afrikaanse illegale immigranten, met name uit het Soedanese Darfur, waar een burgeroorlog gaande was. In afwachting van de beslissing of ze als vluchteling zouden worden erkend of uitgezet, werden ze in het detentiecentrum vastgezet. Het voorlopige kamp bestond uit caravans met airconditioning en tenten, omheiningen en bewakers. Er werden 160 personen gehuisvest, spoedig uitgebreid tot circa 1.000. Ze zouden een andere behandeling krijgen dan de gevangenen in het bestaande complex. Er was landelijk en internationaal protest tegen de detinering aldaar, waar vandaan ze naar Egypte zouden worden gedeporteerd. Amnesty zei dat deze procedure illegaal was. 
In januari 2008 waren alle 1.000 plaatsen bezet. Het detentiecentrum werd beheerd door de Israel Prison Service (IPS). Enkele groepen vluchtelingen zochten vrijwillig toegang tot de faciliteit, maar alleen personen die waren gearresteerd door autoriteiten als de politie, de IDF of de Grenswacht werden geaccepteerd.
In 2012 werd gestart met een uitbreiding van het centrum tot 3.000 plaatsen, later verder uit te breiden tot 11.000. Eerst zouden 3.000 asielzoekers worden gehuisvest in omgebouwde zeecontainers, elk voor maximaal 20 personen. Later zouden er gebouwen worden bijgebouwd voor nog eens 8.000 migranten. Omdat er een grote instroom van vluchtelingen was, werden de plannen gewijzigd en zouden er 5 tentenkampen in de regio worden opgezet, die zouden worden beheerd door de IPS.
Op 25 juli 2013 besliste het kabinet dat er op vier plaatsen tentenkampen zouden komen voor maximaal 5.600 gedetineerden, in plaats van geplande permanente gebouwen. Het nieuwe tentenkamp voor asielzoekers bij Ketziot was inmiddels ontmanteld omdat de migrantenstroom vrijwel was gestopt, maar de bouw van permanente gebouwen ging daar door.

## Vanaf oktober 2023

### Gaza-oorlog van 2023-2025
Na 7 oktober 2023 werden Gazanen die werden verdacht van deelname aan de Hamas-aanval in Israël in diverse gevangenissen opgesloten.  In juli 2024 werden 140 gedetineerden overgebracht van  het Sede Teiman-gevangenenkamp in de Negev naar Ketziot overgebracht en daar ondergebracht in een tentenkamp.

## Schendingen van mensenrechten
Het overbrengen van Palestijnen naar gevangenissen buiten de bezette gebieden is in strijd met de Vierde Geneefse Conventie.  Het is bovendien slecht bereikbaar voor advocaten die hen bijstaan, en familiebezoek wordt niet toegestaan. De leefomstandigheden waren in 1991 zeer slecht, met een streng straf- en isolatie-regime, lang achtergehouden post en zeer ingeperkt bezoek van advocaten.,p.19